# Берлингтон (Оклахома)
Берлингтон (енгл. Burlington) град је у америчкој савезној држави Оклахома.

## Демографија
По попису из 2010. године број становника је 152, што је 4 (-2,6%) становника мање него 2000. године.
| Група             | 2000.       | 2010.       |
| Белци             | 153 (98,1%) | 131 (86,2%) |
| Афроамериканци    | 1 (0,6%)    | 1 (0,7%)    |
| Азијати           | 0 (0,0%)    | 0 (0,0%)    |
| Хиспаноамериканци | 0 (0,0%)    | 12 (7,9%)   |
| Укупно            | 156         | 152         |